# Odinia xanthocera
Odinia xanthocera är en tvåvingeart som beskrevs av Collin 1952. Odinia xanthocera ingår i släktet Odinia och familjen tickflugor. Arten har ej påträffats i Sverige. Inga underarter finns listade i Catalogue of Life.